# Bezvazdušna tehnika
Bezvazdušna tehnika se odnosi za niz manipulacija u hemijskoj laboratoriji za rukovanje jedinjenjima koja su osetljiva na vazduh. Ove tehnike sprečavaju jedinjenja da reaguju sa komponentama vazduha, obično vodom i kiseonikom; ređe ugljen-dioksid i azot. Uobičajena tema među ovim tehnikama je upotreba finog (100–10−3 Tor) ili visokog (10−3–10−6 Torr) vakuuma za uklanjanje vazduha i upotreba inertnog gasa: poželjno argona, ali često azota.
Dva najčešća tipa tehnike bez vazduha uključuju upotrebu pregrade za rukavice i Šlenkove linije, iako neke rigorozne primene koriste liniju visokog vakuuma. U obe metode, stakleno posuđe (često Šlenkove cevi) se prethodno osuši u pećnicama pre upotrebe. Mogu se sušiti plamenom da bi se uklonila adsorbovana voda. Pre ulaska u inertnu atmosferu, posude se dalje suši pročišćavanjem i ponovnim punjenjem — posuda se podvrgava vakuumu da bi se uklonili gasovi i voda, a zatim se ponovo puni inertnim gasom. Ovaj ciklus se obično ponavlja tri puta ili se vakuum primenjuje na duži vremenski period. Jedna od razlika između upotrebe rukavica i Šlenkove linije je gde se primenjuje ciklus čišćenja i dopunjavanja. Kada koristiti pregrada za rukavice, pročišćavanje i dopunjavanje se primenjuje na vazdušnu komoru pričvršćenu za pregradu, koja se obično naziva „priključak” ili „predkomora”. Za razliku od toga, kada se koristi Šlenkova linija, pročišćavanje i ponovno punjenje se primenjuje direktno na reakcioni sud kroz crevo ili spoj od brušenog stakla koji je povezan sa kolektorom.

## Galerija
- Perkinov trougao: Destilacije osetljive na vazduh
- Filtracija bez vazduha
- Sublimacija bez vazduha
- Kanila: ventil za intra-odvazdušavanje
- Kanila: ventil za ekstra-odvazdušavanje
- Kanila: (jednostavna) bez ventila za odvazdušavanje
- Kanila: sistem sa dva kolektora
- Kanila: ventil za špric
- Teflonska slavina za NMR uzorke osetljive na vazduh

## Literatura
- Rob Toreki (2004-05-24). „Glove Boxes”. The Glassware Gallery. Interactive Learning Paradigms Incorporated.
- Rob Toreki (2004-05-25). „Schlenk Lines and Vacuum Lines”. The Glassware Gallery. Interactive Learning Paradigms Incorporated.
- Jürgen Heck. „The Integrated Synthesis Course: Schlenk Technique” (PDF). University of Hamburg. Архивирано из оригинала (reprint at Norwegian University of Science and Technology) 2008-03-09. г.
- „AL-134: Handling and Storage of Air-Sensitive Reagents” (PDF). Technical Bulletin. Sigma-Aldrich.
- R. John Errington (3. 7. 1997). Advanced practical inorganic and metalorganic chemistry. CRC Press. ISBN 9780751402254.
- John Leonard; B. Lygo; Garry Procter (2. 6. 1994). Advanced practical organic chemistry. CRC Press. ISBN 9780748740710.